# Crasnaia Besarabia, Stînga Nistrului
Crasnaia Besarabia (în trecut Crasnaia Basarabca) este un sat din cadrul comunei Colosova din Unitățile Administrativ-Teritoriale din Stînga Nistrului, Republica Moldova.
1. ↑   http://date.gov.md/ro/system/files/resources/2015-11/coduri%20postale%20RM.xlsx Lipsește sau este vid: |title= (ajutor)